# Хайрабад-тепе
Хайрабад-тепе — развалины древнего чаганианского замка, возведённого в V веке севернее Термеза на месте угловой цитадели античного городища.
Исследователь нашёл здесь несколько сооружений от III—I веков до н. э. до V—VII веков н. э., обширное здание, датируемое последним периодом, представляло собой как будто двор размером около 20х20 метров, обстроенный помещениями удлинённой формы. На сохранившейся лучше других восточной стороне двора эти единообразные комнаты сомкнуты длинными сторонами и образуют фронт небольших, как полагают специалисты, сводчатых келий.
По сравнению с обычными замками устройство Хайрабад-тепе значительно сложней и дифференцированей. Оно ассоциируется с будущими среднеазиатскими медресе, и эта ассоциация имеет здесь, вероятно, отнюдь не внешний, случайный характер, — она, вернее всего, указывает на то, что среди предполагаемых исторических прототипов медресе в Средней Азии были не только сакральные сооружения типа буддийского монастыря Аджина-тепе, но и здания гражданского — жилого и общественного — назначения.